# Công giáo tại Ấn Độ
Giáo hội Công giáo ở Ấn Độ là một phần của Giáo hội Công giáo Hoàn vũ, dưới sự lãnh đạo của Giáo hoàng và Giáo triều ở Rome.
Có hơn 19,9 triệu người Công giáo ở Ấn Độ, chiếm khoảng 1,55% tổng dân số và Giáo hội Công giáo Rôma là một Thiên chúa giáo lớn nhất ở Ấn Độ. Có 174 giáo phận ở Ấn Độ được tổ chức thành 30 giáo tỉnh. Trong số này, 132 thuộc về Giáo hội Công giáo nghi lễ La tinh, 31 Giáo hội Công giáo Syro-Malabar và 11 giáo phận Giáo hội Công giáo Syro-Malankara. Mặc dù tỷ lệ nhỏ, Ấn Độ có dân số Công giáo lớn thứ hai ở châu Á sau Philippines, do dân số khổng lồ của Ấn Độ.
Tất cả các giám mục ở Ấn Độ, cả phương Tây và phương Đông, thống nhất trong Hội đồng Giám mục Công giáo Ấn Độ, được thành lập vào năm 1944. Đại diện của Tòa Thánh cho chính phủ Ấn Độ và Giáo hội ở Ấn Độ là Sứ thần Tòa Thánh tại Ấn Độ. Phái đoàn ngoại giao được thành lập ban đầu là Khâm sứ Tòa Thánh tại Đông Ấn vào năm 1881. Nó được Giáo hoàng Piô XII nâng cấp thành Quyền Sứ thần Tòa Thánh và năm 1948 và trở thành Sứ thần Tòa Thánh chính thức vào thời Giáo hoàng Phaolô VI vào năm 1967.

## Các dịch vụ xã hội
Mối quan tâm với tổ chức từ thiện là điều phổ biến đối với người Công giáo và Tin Lành, nhưng với một khác biệt lớn: trong khi người Công giáo tin rằng sự cứu rỗi xuất phát từ đức tin nơi Thiên Chúa thể hiện trong những công việc tốt như từ thiện, Tin Lành không cho rằng có khả năng như vậy và cho rằng có một đức tin là một điều cần thiết của sự cứu rỗi, và công việc của một người không đủ để đạt được hay mất đi sự cứu rỗi. Do đó, những nỗ lực từ thiện Công giáo ở Ấn Độ đã được mở rộng.
Ví dụ như ở Bồ Đào Nha, Thánh Phanxicô Xaviê và những người truyền giáo của ông đặc biệt cẩn trọng trong các công tác giúp đỡ các tổ chức từ thiện địa phương bằng cách chăm sóc người bệnh, cả tinh thần lẫn thể chất và thực hiện các công việc thương xót khác. Các cơ sở giáo dục của Dòng Tên đã để lại một tác động có uy tín thông qua các cơ sở giáo dục của họ. Giáo dục đã trở thành ưu tiên hàng đầu của Giáo hội ở Ấn Độ trong những năm gần đây với gần 60% các trường Công giáo nằm ở khu vực nông thôn. Ngay cả vào đầu thế kỷ 19, các trường Công giáo đã nhấn mạnh vào cứu trợ và phúc lợi cho người nghèo.